# Сражение у островов Всех Святых

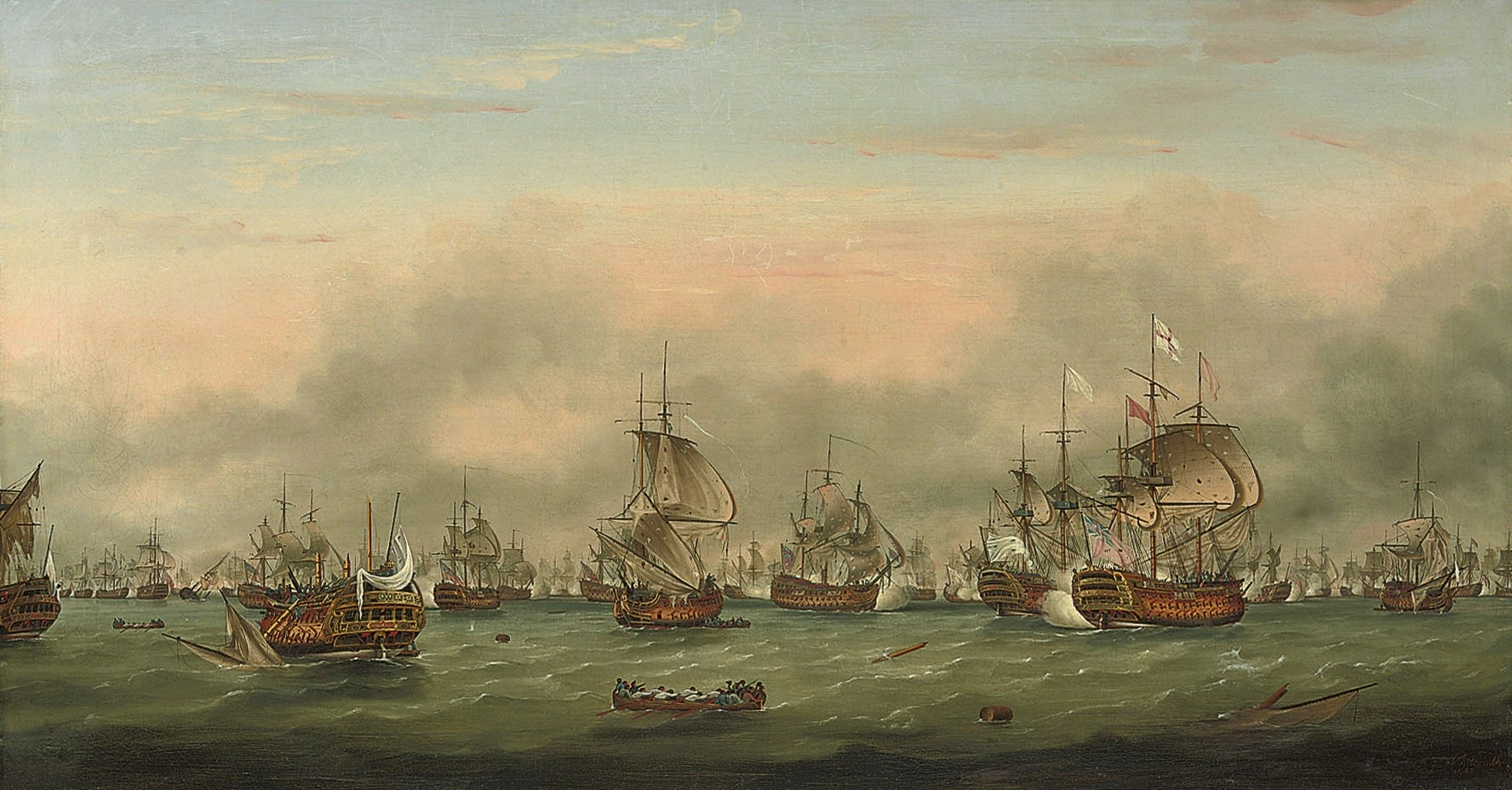

Сражение у островов Всех Святых (англ. Battle of the Saintes), или Доминикское сражение (фр. Bataille de Dominique) по французской терминологии — самое крупное морское сражение XVIII века, состоявшееся с 9 по 12 апреля 1782 года между островами Доминика и Гваделупа между английским и французским флотами в завершающей части глобального британо-французского конфликта (1778—1783)  и американской войны за независимость (1775—1783). В проливе, где произошло сражение, имеется группа островков и скал под названием острова Всех Святых. По ней в англоязычной традиции и называется битва — единственная крупная победа британцев за время войны.

## Предыстория

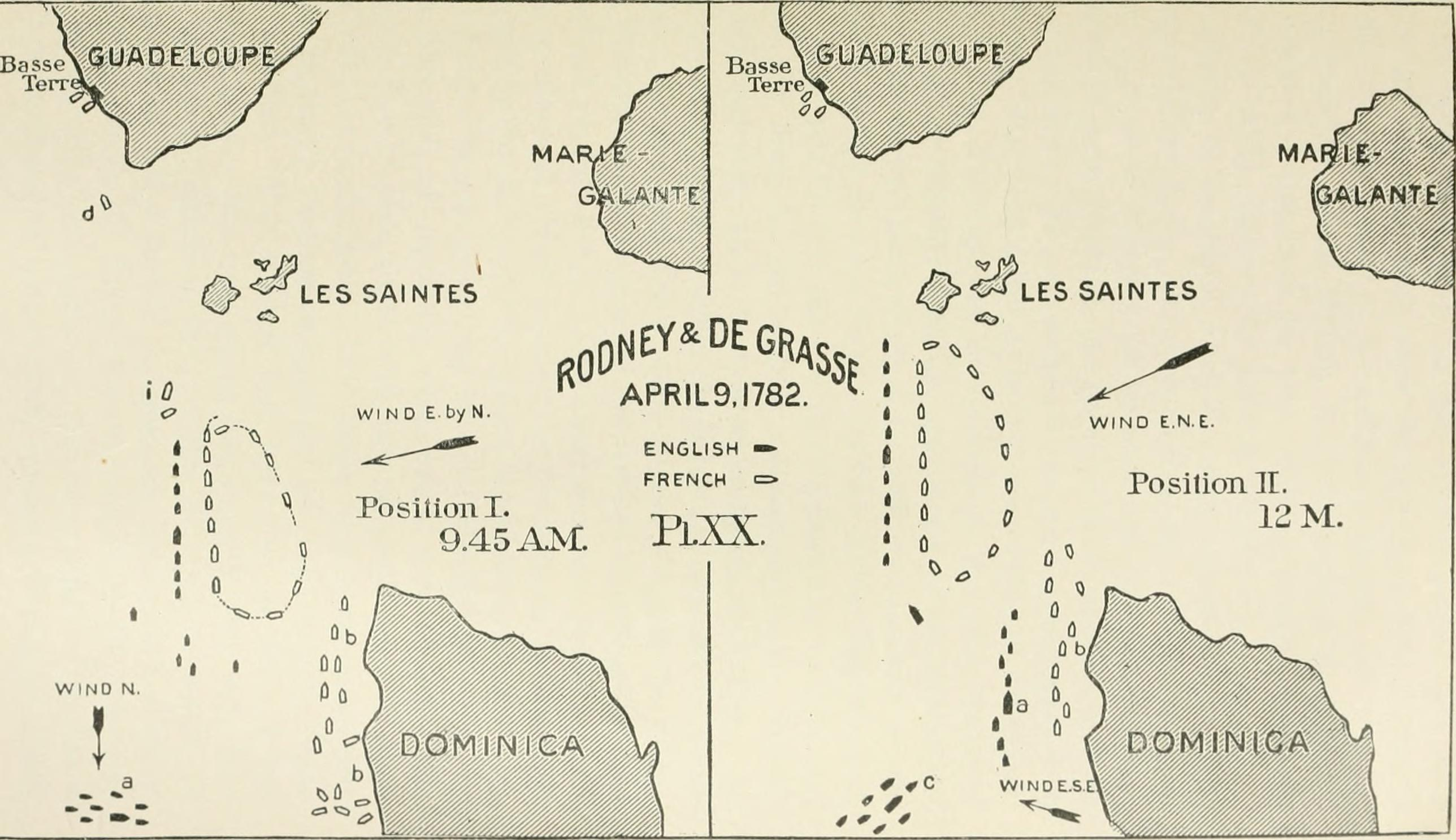
Место и ход сражения

После успешного захвата Сент-Киттса в феврале, де Грасс последовательно овладел колониями Невис, Демерара и Эссекибо. Затем, следуя соглашению с испанцами, он начал готовить вторжение на Ямайку. Был собран крупный (свыше 100 транспортов) конвой. Но 25 февраля на карибский театр прибыл Родни, и привел подкрепления. В конце концов к нему пришли 17 линейных кораблей, что дало британцам небольшой перевес. Когда 7 апреля де Грасс вышел в море, сопровождая конвой, Родни начал преследование с Сент-Люсии.
На другой день передовые британские корабли под командованием Худа, оторвавшись от своих из-за капризных ветров, возле островов Всех Святых попали под обстрел 15 французских с большой дистанции. Французы не использовали возможность разделаться с отрядом Худа, пока не подошли главные силы британцев. В результате первого столкновения только один французский корабль был поврежден серьёзно, и вернулся на Гваделупу.
Де Грасс отослал конвой на Гваделупу, а сам пытался уклониться от боя. Следующие два дня было много маневров; англичане пытались сблизиться, а французы (бывшие с наветра) уйти. Те и другие безуспешно, разве что один французский корабль (Zèlè) был поврежден от столкновения с другим (Ville de Paris). Zèlè был взят на буксир фрегатом Astrée (капитан Лаперуз), который повел его на Гваделупу.
На рассвете 12 апреля, однако, обнаружилось, что поврежденный корабль и его сопровождающий находятся между двух флотов. Чтобы их прикрыть, Де Грасс спустился под ветер, и тогда выяснилось, что избежать боя невозможно.

## Ход боя

К моменту боя английский флот насчитывал 36 линейных кораблей, а французский 33 линейных корабля, плюс 2 50-пушечных.
Ветер несколько благоприятствовал британцам, так как они были дальше от берега, где ветер посильнее и поустойчивее. Они к тому же сохранили несколько лучший чем французы порядок. Британский флот шел обратной колонной — арьергард (контр-адмирал Дрейк) впереди, авангард замыкающим. 4 корабля Худ отрядил для захвата Zèlè, и к началу боя они не вернулись в линию.
Флота сошлись встречными курсами, но британцы сближались не параллельно, а под некоторым углом, что вынудило французскую линию изгибаться, чтобы их головные корабли могли держаться на дистанции эффективного огня. В 7:45 утра французы сделали первые залпы. Примерно через час с четвертью после открытия огня заход ветра с E на SE привел французов в ещё больший беспорядок. Поскольку ветра были слабые, быстро восстановить линию они не могли. Это дало Родни с HMS Formidable и ещё 5 кораблями шанс прорвать линию противника. Идущий впереди флагмана HMS Duke (капитан Гарднер, англ. Alan Gardner) последовал его примеру, отрезав ещё четырех французов и поставив их в два огня, от чего те сильно пострадали. Затем HMS Bedford (коммодор Аффлек, англ. Edmund Affleck), шестой после флагмана, также прорезал линию противника, и за ним последовали корабли арьергарда. Французы оказались расколоты на три неорганизованные группы.
Воспользовавшись возникшими разрывами в строю французских кораблей, британские корабли центра, а затем и арьергарда, решительно атаковали и разбили эскадры противника по частям превосходящими силами. Так, Bedford и его мателоты левым бортом вели огонь по Cesar, а правым по Magnanime.
Получившиеся три группы британцев были в несколько лучшем порядке, чем противник, но Родни, к тому времени пожилой и больной человек, не смог до конца использовать перевес, данный ему тактически блестящим ходом. Он ограничился пленением четырех сильно поврежденных французов, зажатых между Formidable и Duke. Около 9:30 Родни спустил сигнал «Вступить в бой» и поднял «Поворот оверштаг все вдруг», затем «Построить линию». Однако полностью привести флот в порядок не удалось, а к 12:30 пополудни, когда дым рассеялся и его сигналы стали снова видны всем, французы уже начали уваливаться под ветер и отходить.
Смешавшие порядок французы пытались восстановить строй. Около 1:30 пополудни де Грасс поднял сигнал строить линию на левом галсе. Но выполнить его не удалось. Во-первых, группы французов были с флангов стеснены противником, их беспорядочно расположенные корабли ограничивали друг другу обстрел. Во-вторых, маневру не способствовали слабые переменные ветра. До 1:30 вообще преобладала штилевая погода. Видя, что его приказ не выполнен, де Грасс сделал ещё одну попытку собрать флот: между 3 и 4 часами он поднял сигнал «Построить линию на правом галсе». Но и этот приказ до конца выполнен не был. Французы постепенно стягивались вместе, но только отходя все дальше под ветер.
Сэмьюэл Худ на HMS Barfleur при поддержке ещё нескольких кораблей атаковал Ville de Paris и взял его, и на его борту адмирала де Грасса. Но когда он потребовал от Родни продолжать преследование, то получил в ответ:

Хватит, мы и так неплохо поработали.
Оригинальный текст (англ.)Come, we have done very handsomely as it is

Французы уходили на норд-вест. Часть британцев продолжала преследование и после сигнала адмирала. Головной дивизион Дрейка, продолжая движение линией, оказался вне боя и был далеко к норду, и только после прекращения огня повернул для преследования. Некоторые корабли присоединились к Родни лишь много позже.

## Итоги и последствия

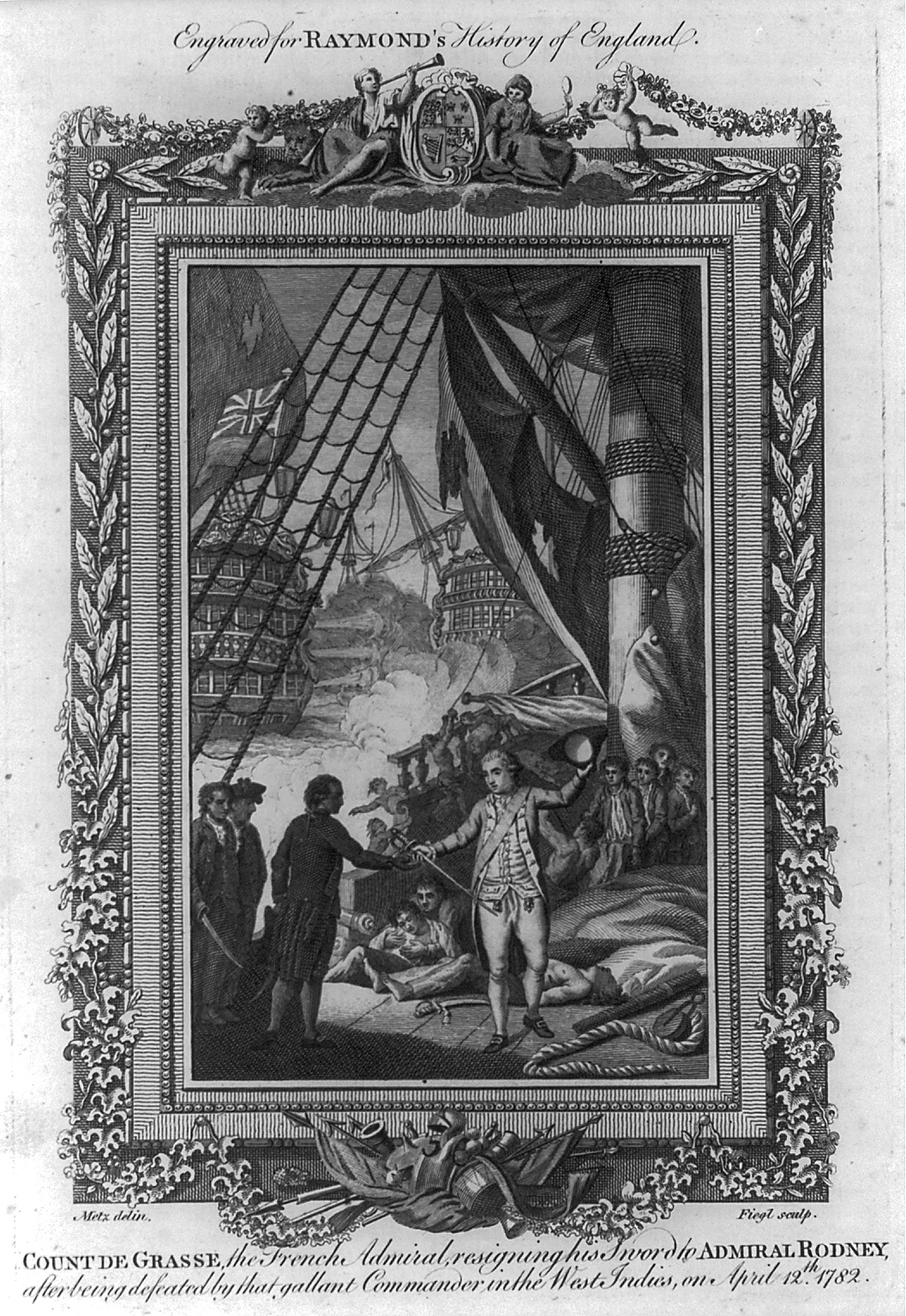
Де Грасс сдается в плен Родни; гравюра 1785 г (на самом деле его шпагу принял Худ)

Как это часто случалось в век паруса, победитель выглядел немногим лучше побежденного. Вследствие привычки французов стрелять по рангоуту, HMS Prince George например, лишился всех мачт.
Французский флот, потеряв 5 кораблей, ушел не выполнив задачу (доставка войск вторжения). Де Грасс со своим флагманом, Ville de Paris, попал в плен. Это было первое сражение, где британцы применили новое оружие — карронаду, и от того потери французов в людях были заметно больше.
Трудно возразить что-либо на доводы Худа, который повторял, что более энергичное преследование могло дать в четыре-пять раз больше призов. В конце концов он, хоть и поздно, убедил Родни отпустить свой дивизион (10 линейных) для преследования. По крайней мере, он смог утешиться, захватив неделю спустя 19 апреля ещё два французских корабля (64-пушечные Caton и Jason) в проливе Мона. Эта честь выпала HMS Valiant при поддержке HMS Belliqueux. Одновременно были захвачены фрегат Aimable и шлюп Ceres. Худ не мог удержаться и в рапорте отметил, что днем раньше через пролив прошла большая группа французских кораблей, а значит, более настойчивая погоня могла дать куда больше.
Это было также последнее крупное сражение войны для французов; его исход отметил провал их попыток перехватить господство на море, к которому они подошли так близко. Их флот показал себя несравненно лучше, чем в предыдущих войнах, но так и не смог добиться побед, подобных одержанной британцами при островах Всех Святых. Не помогло и то, что почти всю войну французы имели превосходство.
Ещё больше потрепал корабли сентябрьский ураган 1782 года, заставший их вместе с призами на обратном пути в Англию. Затонули HMS Ramillies (флагман адмирала Грейвза) и HMS Centaur, а из призов Ville de Paris и Glorieux. Hector был брошен командой, уже после того как пережил ураган и нападение двух французских фрегатов, Aigle и Gloire. Пленному де Грассу на борту HMS Sandwich повезло больше, чем его кораблям: он попал в Англию с первым конвоем в мае.
Новость о победе достигла Англии слишком поздно, и не изменила решение правительства искать мира, вызванное сдачей Йорктауна. Тем не менее, это была бесспорная победа, позволившая закончить войну без большого позора.

## Силы сторон (боевые корабли)
| Великобритания      | Великобритания              | Великобритания                  | Франция               | Франция                   | Франция                         |
| Корабль (пушек)     | Капитан                     | Примечание                      | Корабль (пушек)       | Капитан                   | Примечание                      |
| ------------------- | --------------------------- | ------------------------------- | --------------------- | ------------------------- | ------------------------------- |
| Marlborough (74)    | капитан T. Penny            |                                 | Souverain (74)        |                           |                                 |
| Arrogant (74)       | капитан S. Cornish          |                                 | Hercule (74)          |                           |                                 |
| Alcide (74)         | капитан Charles Thompson    |                                 | Auguste (80)          | флагман, Bougainville     |                                 |
| Nonsuch (64)        | капитан W. Truscott         |                                 | Northumberland (74)   |                           |                                 |
| Conqueror (74)      | George Balfour              |                                 | Conquérant (74)       |                           |                                 |
| Princessa (70)      | капитан C. Knatchbull       | флагман, адмирал Самуэль Дрейк, | Duc de Bourgogne (80) |                           |                                 |
| Prince George (98)  | капитан J. Williams         |                                 | Marseillais (74)      |                           |                                 |
| Torbay (74)         | капитан J.L. Gidoin         |                                 | Hector (74)           |                           | захвачен                        |
| Anson (64)          | капитан William Blair       |                                 | Magnanime (74)        |                           |                                 |
| Fame (74)           | капитан Robert Barbor       |                                 | Diadème (74)          |                           | затонул в шторм                 |
| Russell (74)        | капитан Джеймс Сумарес      |                                 | César (74)            |                           | захвачен, но взорвался и сгорел |
| Bedford (74)        | капитан Томас Грейвз        | коммодор Edmund Affleck         | Glorieux (74)         |                           | захвачен                        |
| Ajax (74)           | капитан N. Charrington      |                                 | Sceptre (74)          |                           |                                 |
| Repulse (64)        | капитан T. Dumaresq         |                                 | Éveillé (64)          |                           |                                 |
| Canada (74)         | капитан William Cornwallis  |                                 | Languedoc (80)        |                           |                                 |
| St Albans (64)      |                             |                                 | Ville de Paris (110)  | флагман, адмирал де Грасс | захвачен                        |
| Namur (90)          | капитан R. Fanshawe         |                                 | Couronne (80)         | Mithon de Genouilly       |                                 |
| Duke (98)           | капитан Alan Gardner        |                                 | Réfléchi (64)         |                           |                                 |
| Formidable (98)     | капитан Sir Charles Douglas | флагман, адмирал Джордж Родни,  | Scipion (74)          |                           |                                 |
| Agamemnon (64)      | капитан Benjamin Caldwell   |                                 | St. Esprit (80)       |                           |                                 |
| Resolution (74)     | капитан Lord Robert Manners |                                 | Palmier (74)          |                           |                                 |
| Prothée (64)        | капитан C. Buckner          |                                 | Jason (64)            |                           | захвачен 19 апреля              |
| Hercules (74)       | капитан H. Savage           |                                 | Citoyen (74)          |                           |                                 |
| America (64)        | капитан S. Thompson         |                                 | Destin (74)           |                           |                                 |
| Magnificent (74)    | капитан Robert Linzee       |                                 | Dauphin Royal (70)    |                           |                                 |
| Centaur (74)        | капитан John Inglefield     |                                 | Ardent (64)           |                           | бывший британский — захвачен    |
| Belliqueux (64)     | капитан A. Sutherland       |                                 | Neptune (74)          |                           |                                 |
| Warrior (74)        | капитан Sir James Wallace   |                                 | Triomphant (80)       | флагман, маркиз де Водрёй |                                 |
| Monarch (74)        | капитан F. Reynolds         |                                 | Magnifique (74)       |                           |                                 |
| Barfleur (90)       | капитан John Knight         | флагман, сэр Самуэль Худ,       | Caton (64)            |                           | захвачен 19 апреля              |
| Valiant (74)        | капитан Samuel Goodall      |                                 | Bourgogne (74)        |                           |                                 |
| Yarmouth (64)       | капитан A. Parrey           |                                 | Brave (74)            |                           |                                 |
| Montagu (74)        | капитан George Bowen        |                                 | Pluton (74)           |                           |                                 |
| Alfred (74)         | капитан W. Bayne            |                                 | Richemond (?)         | Montemart                 | (фрегат)                        |
| Royal Oak (74)      | капитан T. Burnett          |                                 | всего: 2460 пушек     |                           |                                 |
| Prince William (64) | капитан G. Wilkinson        |                                 |                       |                           |                                 |
| всего: 2664 пушки   |                             |                                 |                       |                           |                                 |